# Ной, Пинхас
Пинхас (Алуш) Ной (Найдык; ивр. פנחס נוי (אלוש)‎; 20 апреля 1935, Лодзь, Польша — 18 ноября 2016) — израильский военнослужащий, полковник. За действия в ходе операции возмездия «Шомрон» в 1956 году лейтенант бригады «Цанханим» Найдык был награждён медалью «За героизм» — высшей военной наградой Израиля. Участвовал в Синайской кампании, в Шестидневной войне (как командир батальона бригады «Голани», принимавшего участие в битве за Кунейтру и десанте на Хермон), Войне на истощение, войне Судного дня (как командир 275-й бригады на Синайском полуострове) и Ливанской войне как офицер запаса.

## Биография
Родился в Польше, в возрасте года иммигрировал с семьёй в подмандатную Палестину. Оставшиеся в Польше родственники позже погибли в Холокосте. Вырос в Хайфе, где вступил в ряды скаутской организации «Ха-цофим ха-ивриим».
В 1953 году был мобилизован в Армию обороны Израиля. Начав службу в отрядах НАХАЛ, Найдык служил в парашютно-десантном подразделении, позже вошедшем в состав бригады «Цанханим». В 1956 году, в звании лейтенанта и в должности заместителя командира роты в составе 88-го батальона «Цанханим», принял участие в одной из последних «операций возмездия», которые проводились в ответ на террористические акты против граждан Израиля. Операция «Шомрон», проводившаяся 10 октября 1956 года, была ответом на убийство двух сельскохозяйственных рабочих рядом с израильским посёлком Эвен-Йехуда. В рамках намеченной операции израильским солдатам предстояло взорвать здание полиции в Калькилии (в это время на территории Иордании).
В ходе операции Найдык возглавлял передовой отряд, который в процессе приближения к зданию полиции попал под сильный огонь противника со стороны укрепления, не замеченного при анализе снимков, полученных воздушной разведкой. Найдык, с ещё двумя солдатами находившийся ближе других к огневой точке (на расстоянии около 50 м), оказался отрезан от основной группы, которая несла потери от огня из автоматического оружия и противотанковых гранат. В этой ситуации он принял решение атаковать вражеское укрепление, укомплектованное примерно одним отделением солдат Иорданского легиона. Однако как только израильтяне поднялись в атаку, двое солдат были убиты и он остался один. Несмотря на это, лейтенант принял решение продолжить атаку и, бросив гранату, уничтожил троих иорданских солдат. После этого он спустился в траншею связи и по ней добрался до других солдат противника, атаковав их неожиданно и уничтожив пятерых автоматным огнём. С ещё одним иорданцем Найдык, оставшись с пустым магазином, вступил в рукопашную схватку, но затем, сумев перезарядить «Узи», застрелил и его. Последний солдат Иорданского легиона сбежал с места схватки и, таким образом, огневая позиция была полностью подавлена.
Задача, поставленная перед израильскими десантниками, была в конечном итоге выполнена, и здание полиции взорвано. Однако в ходе операции израильтяне понесли тяжёлые потери — 18 солдат были убиты и 36 получили ранения. Эти потери стали важным доводом в пользу прекращения дальнейших операций возмездия. В то же время сам Пинхас Найдык за проявленный героизм был представлен к награде. Впоследствии, с учреждением медали «За героизм» как высшей военной награды Израиля, в 1973 году он стал одним из примерно четырёх десятков награждённых ею.
Участвовал в начавшейся вскоре после операции «Шомрон» Синайской кампании, а в дальнейшем благодаря знанию суахили был откомандирован в Восточную Африку, где провёл четыре года как военный советник при вооружённых силах Уганды, Кении и Танзании. По возвращении в Израиль был направлен в бригаду «Голани», где служил сначала в качестве офицера разведки, а затем — в должности заместителя командира 12-го батальона. В феврале 1967 года Пинхас Ной получил под своё командование 13-й батальон «Голани». Батальон Ноя участвовал в боях на сирийском фронте Шестидневной войны 1967 года, и именно он установил израильский флаг над занятой Кунейтрой. 12 июня Ной участвовал в высадке с вертолётов на горе Хермон и определил, где в дальнейшем будут размещаться израильские огневые позиции. После окончания боевых действий 13-й батальон был занят на разминировании и очистке сирийских армейских бункеров на Голанских высотах от оставшегося оружия и боеприпасов. Через три дня после окончания войны в одном из бункеров произошёл несчастный случай: при взрыве боеприпасов погибли 11 солдат. Этот эпизод известен в Израиле как «катастрофа на верхней таможне»; степень вины Ноя в произошедшем неизвестна, его показания в своё время были противоречивыми: с одной стороны, он утверждал, что приказывал проверить бункер сапёрам перед тем, как туда вошли его солдаты, а с другой — что солдаты проникли в бункер вопреки приказу и «играли с оружием».
В ходе Войны на истощение в должности командующего бригадой «Голани» участвовал в борьбе с террористическими ячейками на территории Ливана. В дальнейшем был назначен командующим 275-й бригадой — региональным подразделением, размещённым на Синайском полуострове — и в этой должности провёл войну Судного дня. Вышел в отставку в 1980 году в звании полковника, однако в 1982 году вернулся в строй, чтобы принять участие в Ливанской войне.
После окончания военной службы преподавал в тель-авивской школе системы ОРТ.
Вторым браком с 1982 года был женат на актрисе Авиве Маркс, от первого брака имел троих детей и восьмерых внуков.